# Cégér
A cégér vagy más néven céhjelvény a középkorban elterjedt reklám- és tájékoztató eszköz: üzlet vagy műhely elé jól láthatóan kiakasztott tárgy, vagy jelképes ábrázolás, amely jelezte a kereskedelmi vagy ipari tevékenységet.
Például borbélyműhely előtt réztányér, szabóműhely előtt olló, tehát az általában használt eszközök vagy kompozíciója, esetleg a gyártott termék. Éttermek és kocsmák előtt a névadó tárgy (zöld hordó, arany szarvas stb.) lehetett kinn, mely lehetővé tette, hogy az írástudatlanok is messziről megláthassák a keresett üzletet, vagy iparost. A színes reklámfeliratok elterjedésével használata ma már inkább csak dekorációs jellegű.

## A név eredete
- A cégér szó a német Zeiger (mutató) szóból származik.
- A jelkép használata a nyelvben is fennmaradt, a "Jó bornak nem kell cégér!" szólás jelentése: híre megy, odatalálnak a jó bort mérő kocsmához, ha nincs is kinn a cégére.
- Régen bűnösök nyakába is akasztottak megszégyenítésül cégért, azaz táblát, amelyen a vétkük volt felírva vagy rajzosan ábrázolva (pl. a lopott jószág képe). Innen ered a cégéres tolvaj, cégéres (címeres) gazember szókapcsolatunk.

A cégér néha címer értelemben is szerepel.
A 19. század közepéig a magyarországi városok és mezővárosok utcáinak jellegzetes tartozékai voltak a cégérek. Címerszerű jelképek voltak, azaz egyszerű módon, a mesterségre vagy a szolgáltatásra jellemző módon jelenítették meg az adott foglalkozást. A lakatost például hatalmas kulcs jelenítette meg, a péket perec, a borbélyt cintányér, a bádogos műhelyét kanna, a kocsmát szőlőfürt, stb. Az üzletek és fogadók frappáns neveket viseltek, melyekre szintén a címerek hathattak. Ilyen volt pl. Pest-Budán a Fekete elefánt, a Hollandi hajó, a Vaddisznó stb., melyeknek nevét a cégéren is megjelenítették. Az olyan utcanevek, mint a Fehérhajó, az Aranykéz, a Kígyó vagy a Kékgolyó még ma is egy-egy korábbi ottani jellegzetes cégér emlékét őrzi. 
A Kiscelli Múzeum gazdag cégérgyűjteménnyel rendelkezik, köztük különféle nagyméretű festményekkel, amelyek a boltajtót díszítették vagy az ablakra voltak festve. Egyes neves művészek, is szívesen festettek cégéreket. Így pl. Barabás Miklós 1838-ban festette a legsikerültebb cégérét Nagy József „Zöld fához” címzett posztókereskedése számára. A legkeresettebb pest-budai cégérkészítő Warschág Jakab volt.